# Елізабет Ватхуті
Елізабет Ванджіру Ватхуті (нар. 1 серпня 1995) — кенійська активістка з охорони навколишнього середовища та клімату та засновниця ініціативи Green Generation Initiative, яка виховує молодих людей любити природу та бути екологічно свідомими в молодому віці. Вона посадила 30 000 саджанців дерев у Кенії.
У 2019 році вона була нагороджена нагородою «Зелена людина року Африки» від Eleven Eleven Twelve Foundation і названа однією зі 100 найвпливовіших молодих африканок за версією Africa Youth Awards.

## Освіта
Ватхуті закінчила Університет Кеніатта, отримавши ступінь бакалавра в галузі екологічних досліджень та розвитку громад.

## Раннє дитинство та екологічна активність
Ватхуті виросла в окрузі Ньєрі, який славиться найвищим лісистістю в Кенії. Вона посадила своє перше дерево у віці семи років, а потім заснувала екологічний клуб у своїй середній школі за допомогою свого вчителя географії, який запропонував бути меценатом клубу. Вона була частиною керівництва Екологічного клубу університету Кеніатта (KUNEC), де змогла провести численні заходи; такі як посадка дерев, прибирання та екологічна освіта; І все це разом з підвищенням обізнаності про глобальні екологічні проблеми, як-от зміна клімату.
У 2016 році вона заснувала Green Generation Initiative, зосереджена на вихованні більшої кількості молодих екологічних ентузіастів, практичної екологічної та кліматичної освіти, побудові стійкості до клімату та екологізації шкіл. Її відео «The Forest is a Part of Me» було представлено Global Landscapes Forum (GLF) у рамках серії на тему «Голоси молоді в ландшафтах».
Вона є лауреаткою стипендії Вангарі Маатаї за її видатну пристрасть і відданість охороні навколишнього середовища. Ватхуті також є повноправним членом Руху зелених поясів, який був заснований покійним професором Вангарі Маатаі, який є прикладом для наслідування Ватхуті і є великим натхненником і впливовим.
У 2019 році в Міжнародний день молоді вона була відзначена герцогом і герцогинею Сассекськими у своїй стрічці Instagram за роботу в галузі охорони навколишнього середовища. Вона також була представлена на веб-сайті The Queen's Commonwealth Trust. У тому ж році вона була представлена Грінпіс разом із Ванессою Накате та Оладусо Аденіке як одна з трьох молодих чорних кліматичних активістів в Африці, які намагаються врятувати світ.

## Нагороди та визнання
- Четверта стипендія Вангарі Маатаї 2016 року[11]
- Зелений кліматичний фонд Climate Youth Champion Award 2019[16]
- Премія «Зелена людина року Африки 2019» від фонду Eleven Eleven Twelve.[17]
- 100 найвпливовіших молодих африканців за версією Africa Youth Awards.[18]
- Міжнародна премія Діани (2019)[19]
- Регіональна фіналістка Юних Чемпіонів ООН для Африки (2019)[19]
- Міжнародний день молоді 2019 року Визнання герцога та герцогині Сассекських.[20]
- Асоціація блогерів Кенії — BAKE Awards (2018) за найкращий екологічний блог.[21]